# Zentralbahn
Zentralbahn (ZB) je železniční společnost, která zajišťuje dopravu na dvou traťových větvích: jižní Luzern – Stans – Engelberg a jihozápadní Luzern – Meiringen – Interlaken Ost v centrálním Švýcarsku. Obě tratě vycházejí z města Luzern. Železnice prochází kantony Luzern, Obwalden a Bern.
Ačkoliv je železnice označována za malou, má velký význam v dopravní infrastruktuře centrální oblasti Švýcarska. Je využívána jako dopravní cesta pro pracující i studenty, k dopravě materiálu a zboží a v neposlední řadě i k turistice. Kromě běžných vlaků jezdí po této železnici i GoldenPass Express.
Železnice vychází z centrálního nádraží v Luzernu jihozápadním směrem do Hergiswilu, kde se rozděluje. Jižním směrem přes Obermatt na Engelberg, kde se záhy stává tratí procházející strmými a hlubokými Alpskými zářezy. Druhá větev pokračuje jihozápadně na Meiringen kde šplhá podél jezer Sarnersee a Lungerersee do stanice Brünig-Hasliber (nejvyšší stanice trati), odtud klesá do městečka Meiringen, dále po rovině západním směrem podél Brienzského jezera do Interlakenu Ost.

## Historie ZB
K železnici a jednotlivým úsekům nejsou oficiálně na stránkách společnosti Zentralbahn AG uváděny podrobné údaje (schválení stavby parlamentem, rok zahájení stavby apod.). Podle data zprovoznění jednotlivých úseků se však jedná o společnost, která provozuje drážní dopravu na jedněch z nejstarších tratí na území Švýcarska.
Společnost Zentralbahn AG spravuje traťové úseky dvou menších společností, které byly sloučeny v roce 2006 a to: SBB Brünigbahn a Luzern-Stans-Engelberg-Bahn (LSE).
Jako každá železnice prošla nejprve parním provozem až k současnosti, kdy je plně elektrifikována.
Otevření traťových úseků
| Č. úseku | Datum otevření    | Úsek                                                                             |
| -------- | ----------------- | -------------------------------------------------------------------------------- |
| I.       | 14. června 1888   | Alpnachstad – Brienz                                                             |
| II.      | 1. června 1889    | Alpnachstad – Luzern                                                             |
| III.     | 5. srpna 1898     | Stanssad – Engelberg                                                             |
| IV.      | 23. říjen 1916    | Brienz – Interlaken Ost                                                          |
| V.       | 19. prosince 1964 | Stanssad – Hergiswil                                                             |
|          | 1. ledna 2006     | Sloučení SBB Brünigbahn a Luzern-Stans-Engelberg-Bahn (LSE) Vznik Zentralbahn AG |

## Technická data ZB

### Traťový souhrn
| Rozchod:              | 1000 mm         |
| Provozní délka:       | 98,60 km        |
| Prov. délka ozubnice: | 10,93 km        |
| Ozubnicový systém:    | Riggenbach      |
| El. trakce:           | 15 kV 16 2/3 Hz |
| Největší sklon:       | 246 ‰           |
| Minimální poloměr:    | 70/100 m        |
| Počet mostů:          | 129             |
| Počet tunelů:         | 15              |
| Stanice a zastávky:   | 36              |
| Nejvyšší bod:         | 1001 m n. m.    |
| Nejnižší bod:         | 436 m n. m.     |
| Počet zaměstnanců:    | 282 (r. 2005)   |

### Traťové úseky

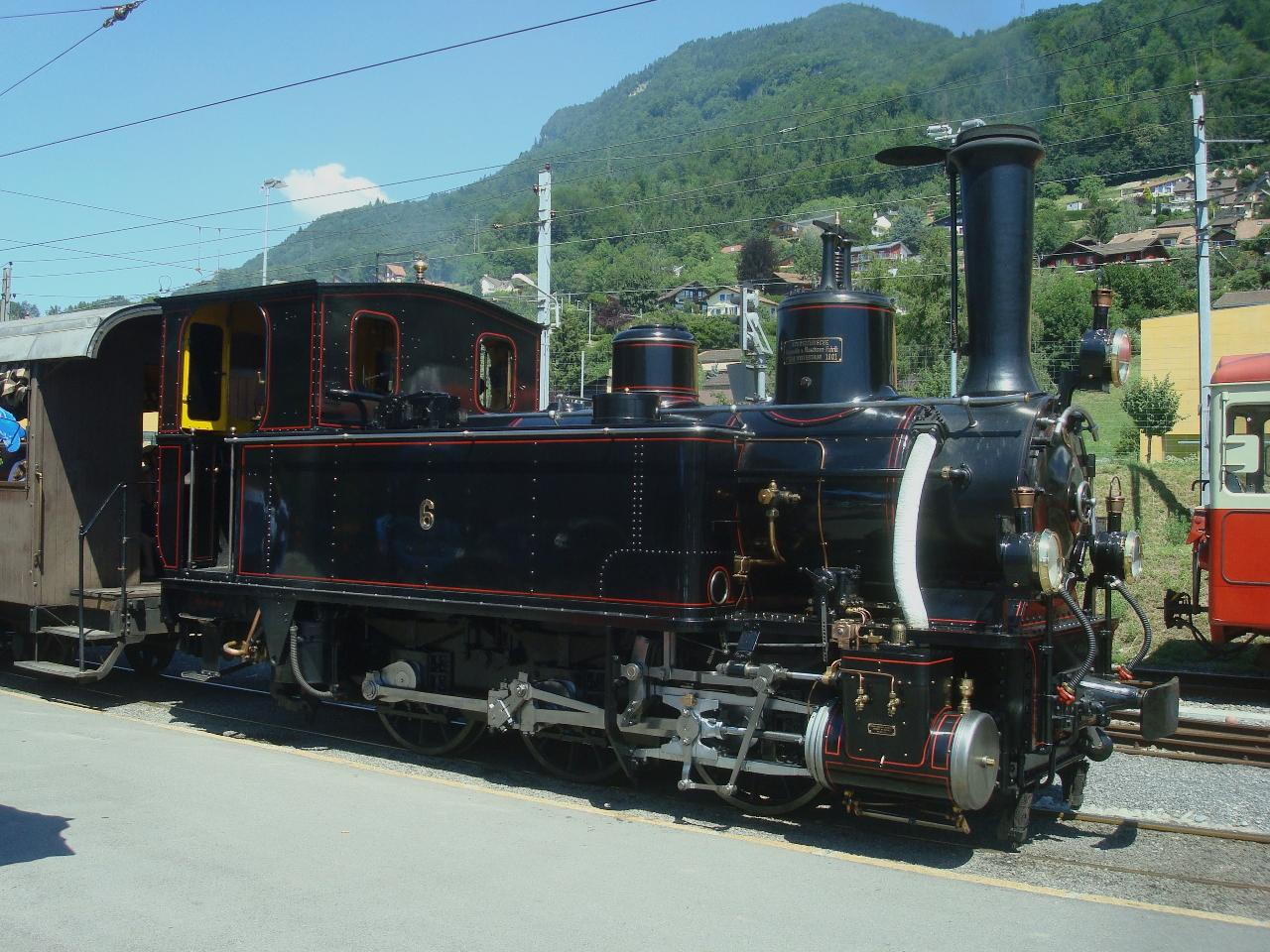
Historická parní lokomotiva BAM G 3/3 6

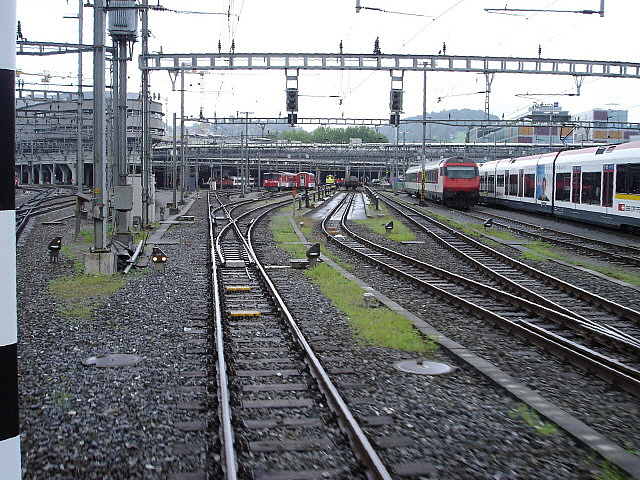
ZB v Luzernu

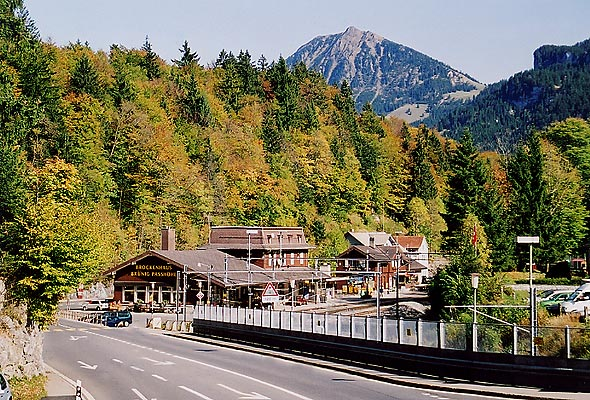
Nádraží Brünig Passhoehe

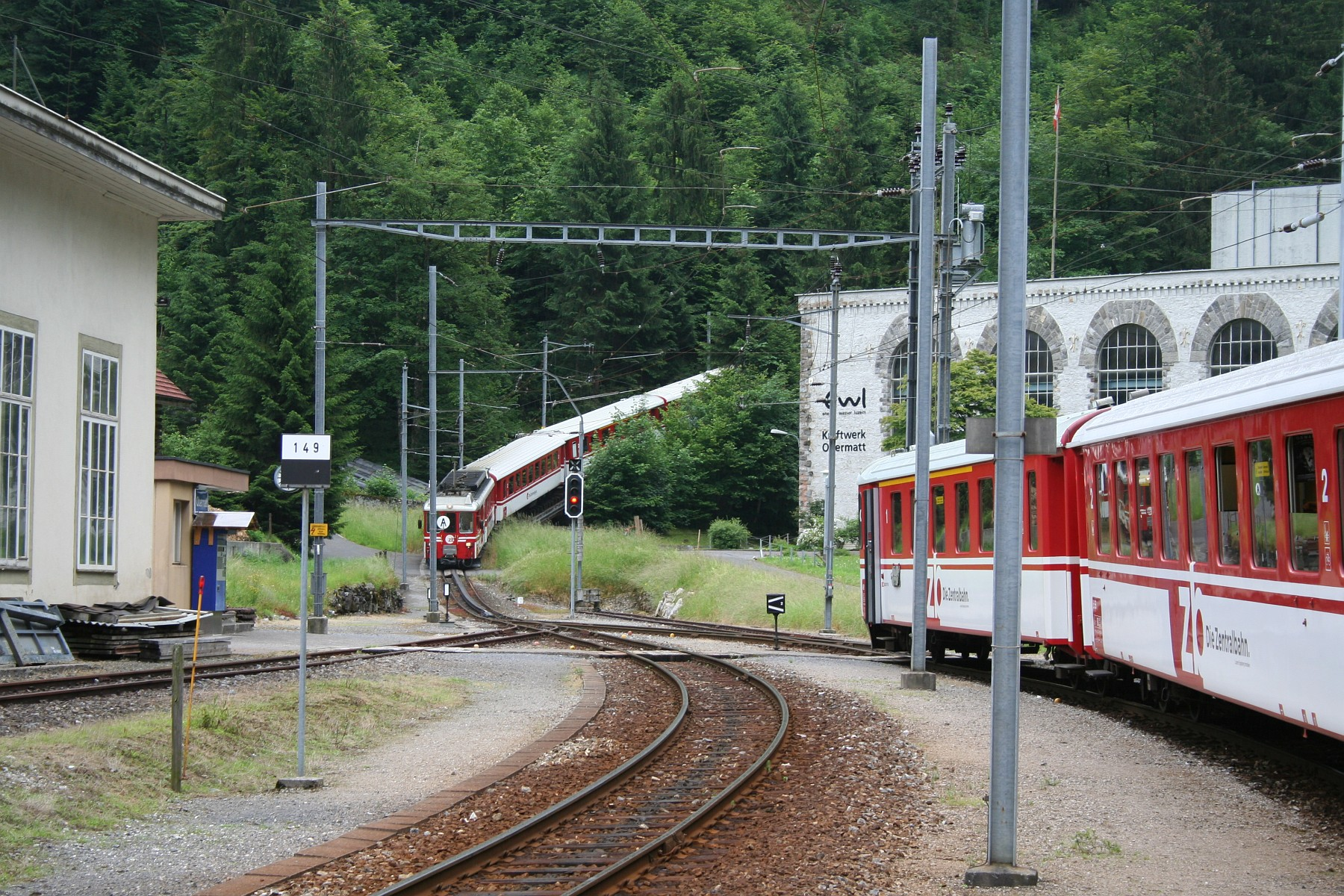
Míjení souprav v Obermattu

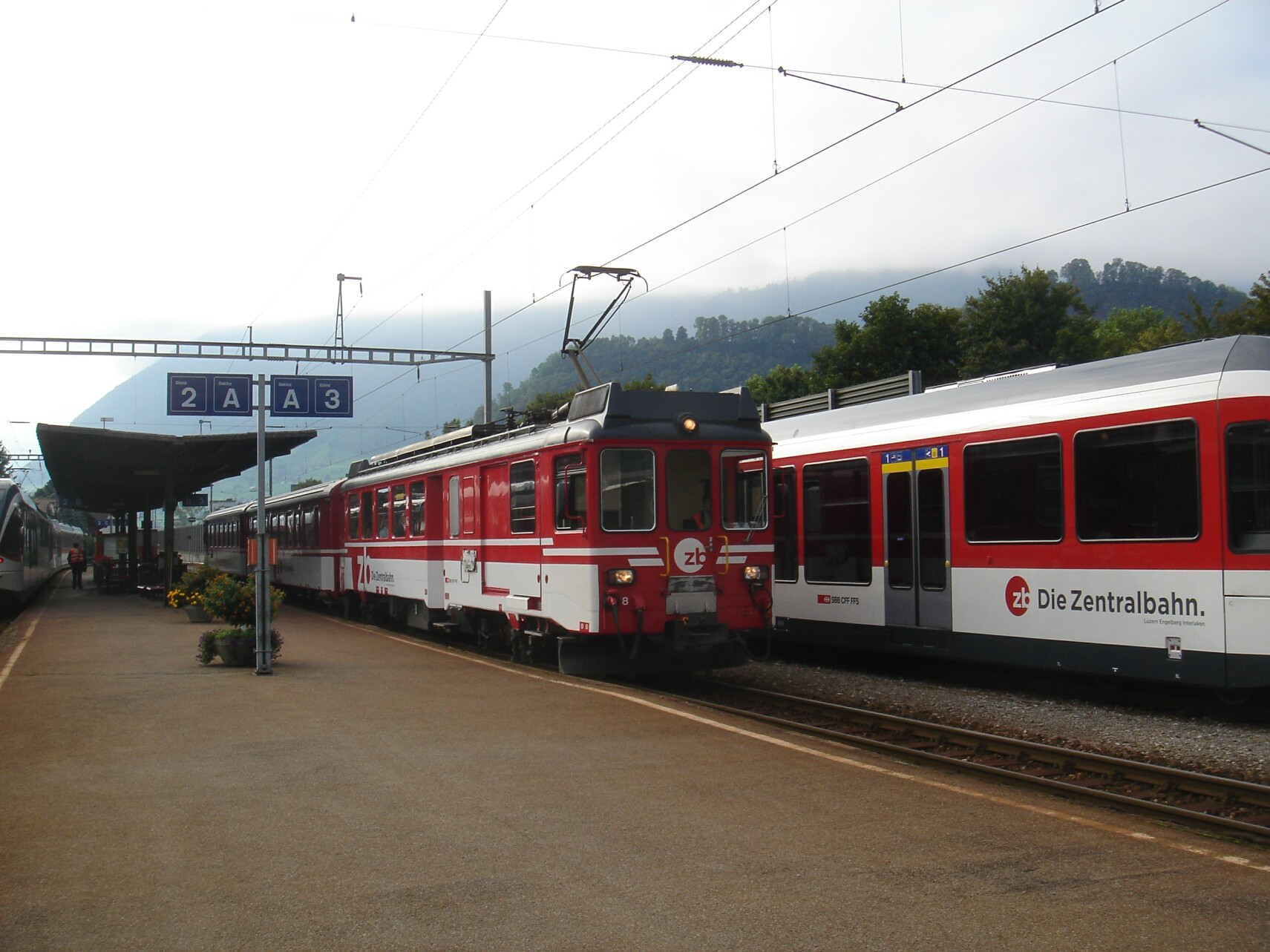
Starší a nová souprava ZB

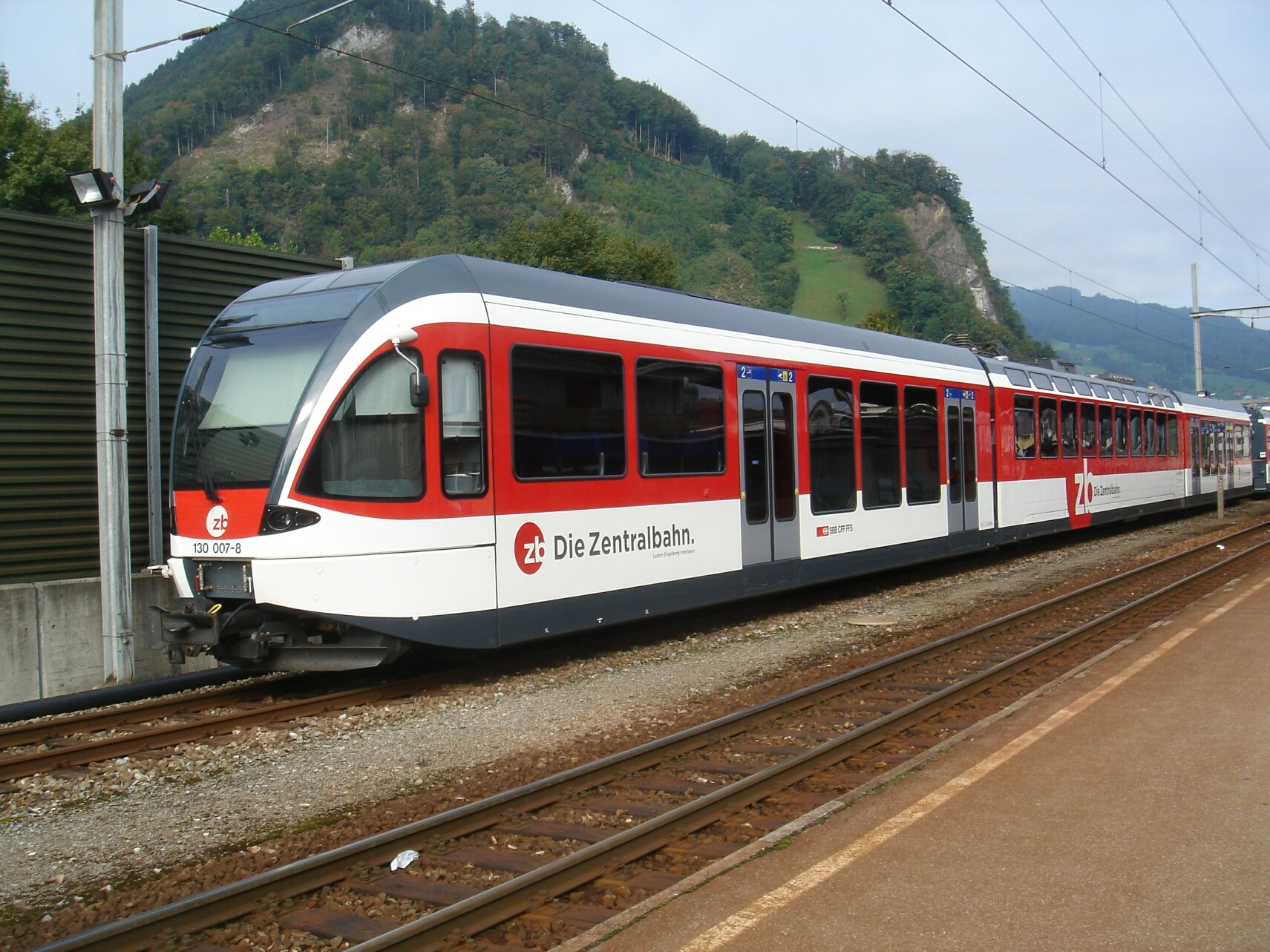
Nová souprava

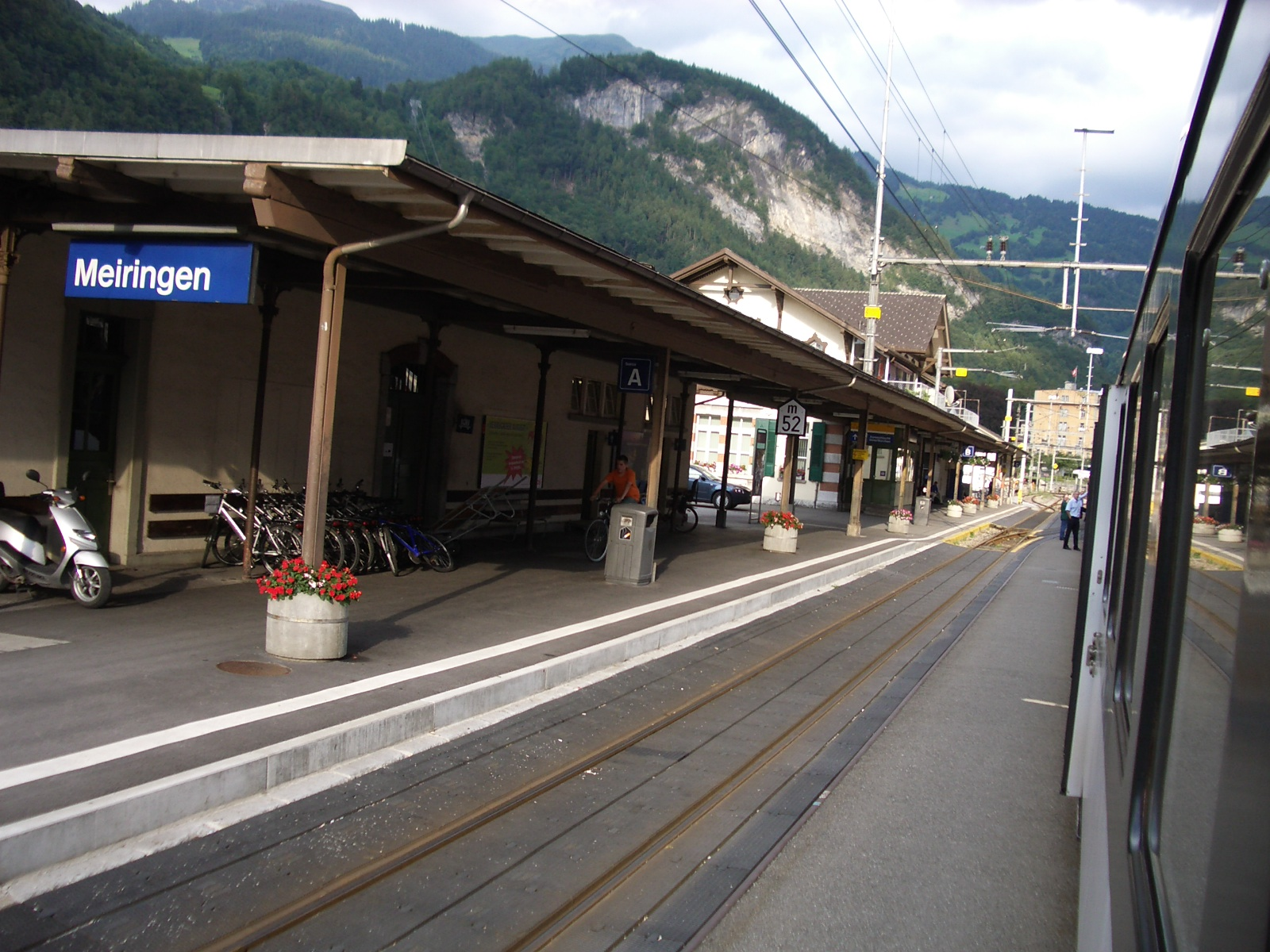
Stanice Meirigen

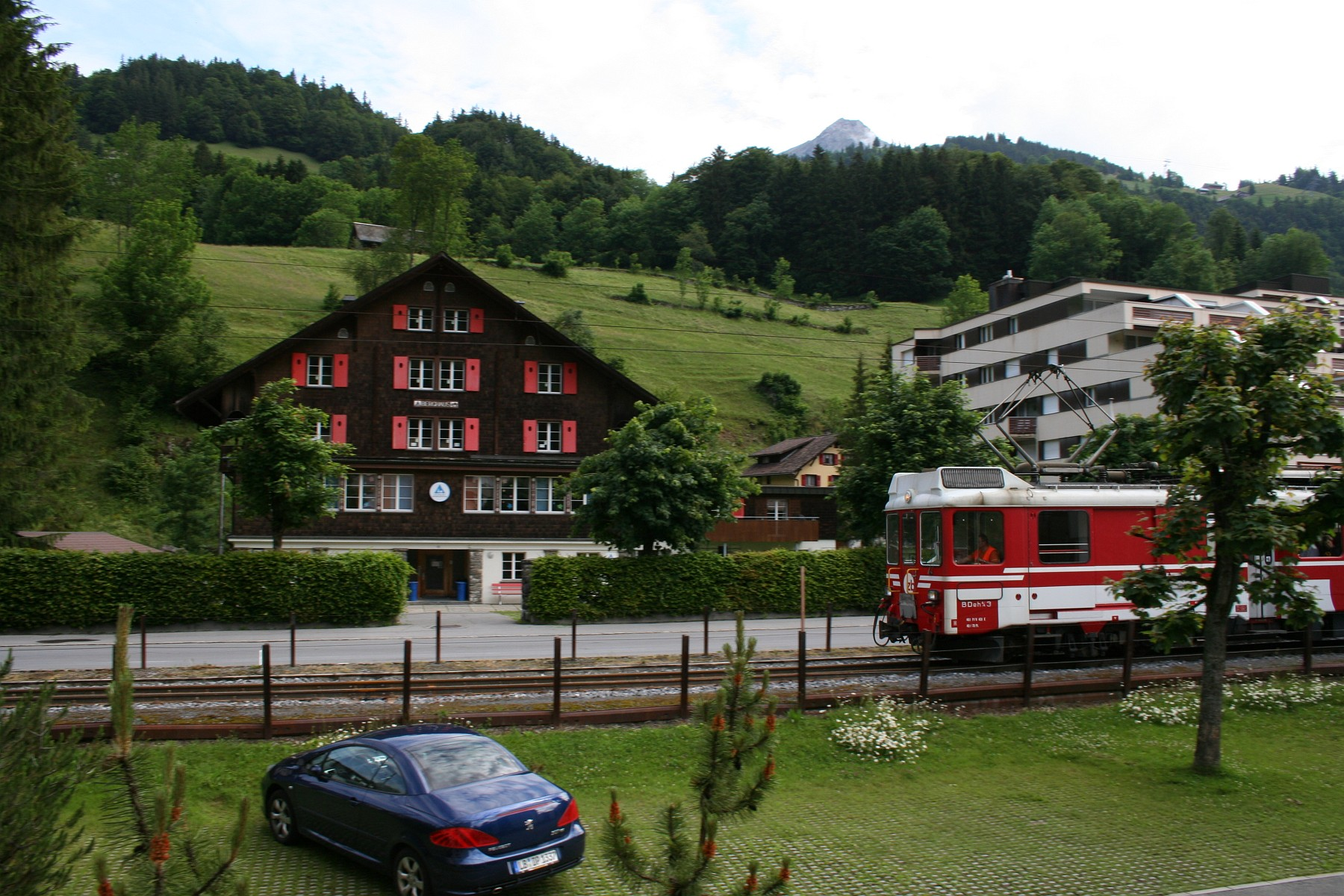
U stanice Engelberg

| Úsek                       | Délka    | Nutnost ozubnice               |
| -------------------------- | -------- | ------------------------------ |
| Luzern – Hergiswil         | 8,73 km  | ano                            |
| Hergiswil – Engelberg      | 24,79 km | ano (kromě Ghärst – Engelberg) |
| Hergiswil – Giswil         | 20,39 km | ano                            |
| Giswil – Meiringen         | 16,35 km | ano                            |
| Meiringen – Interlaken Ost | 28,56 km | ne                             |
| Celkem                     | 98,82 km |                                |

### Sklon tratě a ozubnice
| Úsek                         | Délka    | Sklon |
| ---------------------------- | -------- | ----- |
| Giswil – Kaiserstuhl         | 2,90 km  | 100 ‰ |
| Lungern – Chäppeli           | 1,97 km  | 110 ‰ |
| Chäppeli – Brünig-Hasliberg  | 2,29 km  | 110 ‰ |
| Meiringen – Brünig-Hasliberg | 5,40 km  | 120 ‰ |
| Obermatt – Ghärst            | 1,79 km  | 246 ‰ |
| Celkem:                      | 14,35 km |       |

### Vozový park
(Stav v roce 2005, kdy bylo dojednáno sloučení a vznik Zentralbahn AG)
| Lokomotivy                             | Typ    | Kusů |
| -------------------------------------- | ------ | ---- |
| Elektrické lokomotivy                  | HGe    | 8    |
| El. motorové vozy                      | De     | 7    |
| El. mot. vozy pro ozubnici             | Deh    | 2    |
| El. mot. vozy pro ozubnici, os. 2. tř. | BDeh   | 8    |
| SPATZ-vícekloubové                     | ABe    | 10   |
|                                        | Celkem | 35   |
| Osobní vozy pro Inter-regionální vlaky | Typ    | Kusů |
| 1. tř. panoramatická                   | A      | 2    |
| 1. tř. Retro s velkými okny            | A      | 7    |
| 1/2. tř. Retro                         | AB     | 3    |
| 2. tř. Retro                           | B      | 27   |
| 2. tř. Retro se stoly                  | B      | 4    |
| 2. tř. Retro combi                     | BD     | 7    |
| Jídelní vozy                           | WR     | 2    |
|                                        | Celkem | 52   |
| Osobní vozy pro kyvadlovou dopravu     | Typ    | Kusů |
| 1/2. tř. s řízením                     | ABt    | 15   |
| 2. tř. s řízením                       | At     | 2    |
| 1/2. tř. kyvadlová doprava             | AB     | 3    |
| 2. tř. kyvadlová doprava               | B      | 22   |
| 2. tř. kyvadlová doprava Velo          | B      | 4    |
| 2. tř. kyv.dopr. s velkými okny        | B      | 4    |
|                                        | Celkem | 50   |
| Osobní vozy se středním nástupem       | Typ    | Kusů |
| 1. tř.                                 | A      | 1    |
| 1/2. tř.                               | AB     | 4    |
| 2. tř. kyvadlová doprava               | B      | 2    |
|                                        | Celkem | 7    |
| Nákladní a služební vozy               | Typ    | Kusů |
| Různé firemní vozy                     | -      | 51   |
| Různé vlastní vozy                     | -      | 6    |
| Lokotraktor                            | -      | 13   |
| Lokotraktor                            | Gm4/4  | 1    |
| El. lokotraktor                        | Te     | 3    |
| Diesel-elektrické lokomotivy           | HGm    | 1    |
|                                        | Celkem | 75   |
| Ostatní                                | Typ    | Kusů |
| Různé vozy                             | -      | 6    |
| Vozy na objednávku                     | Typ    | Kusů |
| Společné řízení                        | ABt    | 3    |

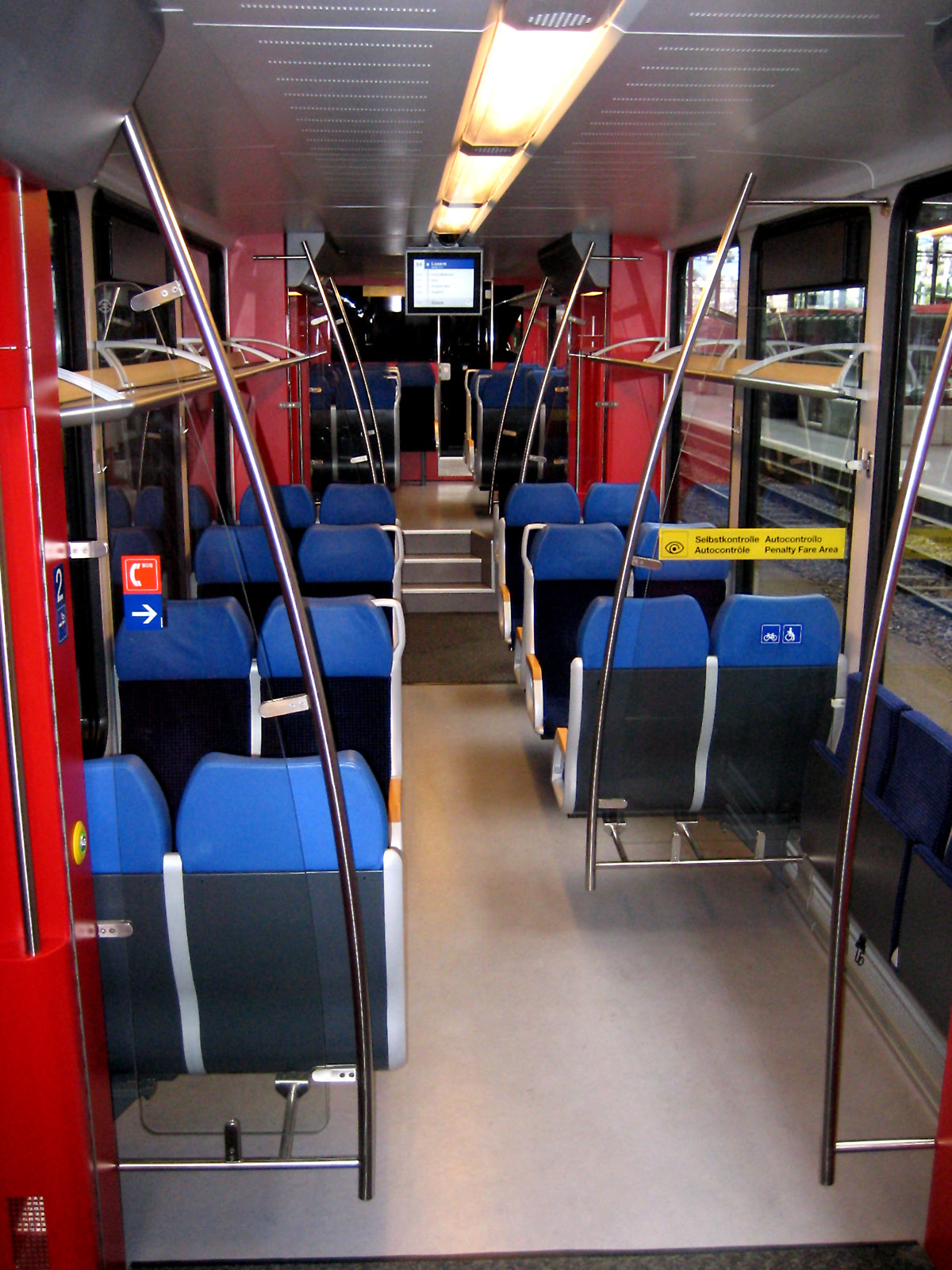
Interier kyvadlové soupravy s informační obrazovkou
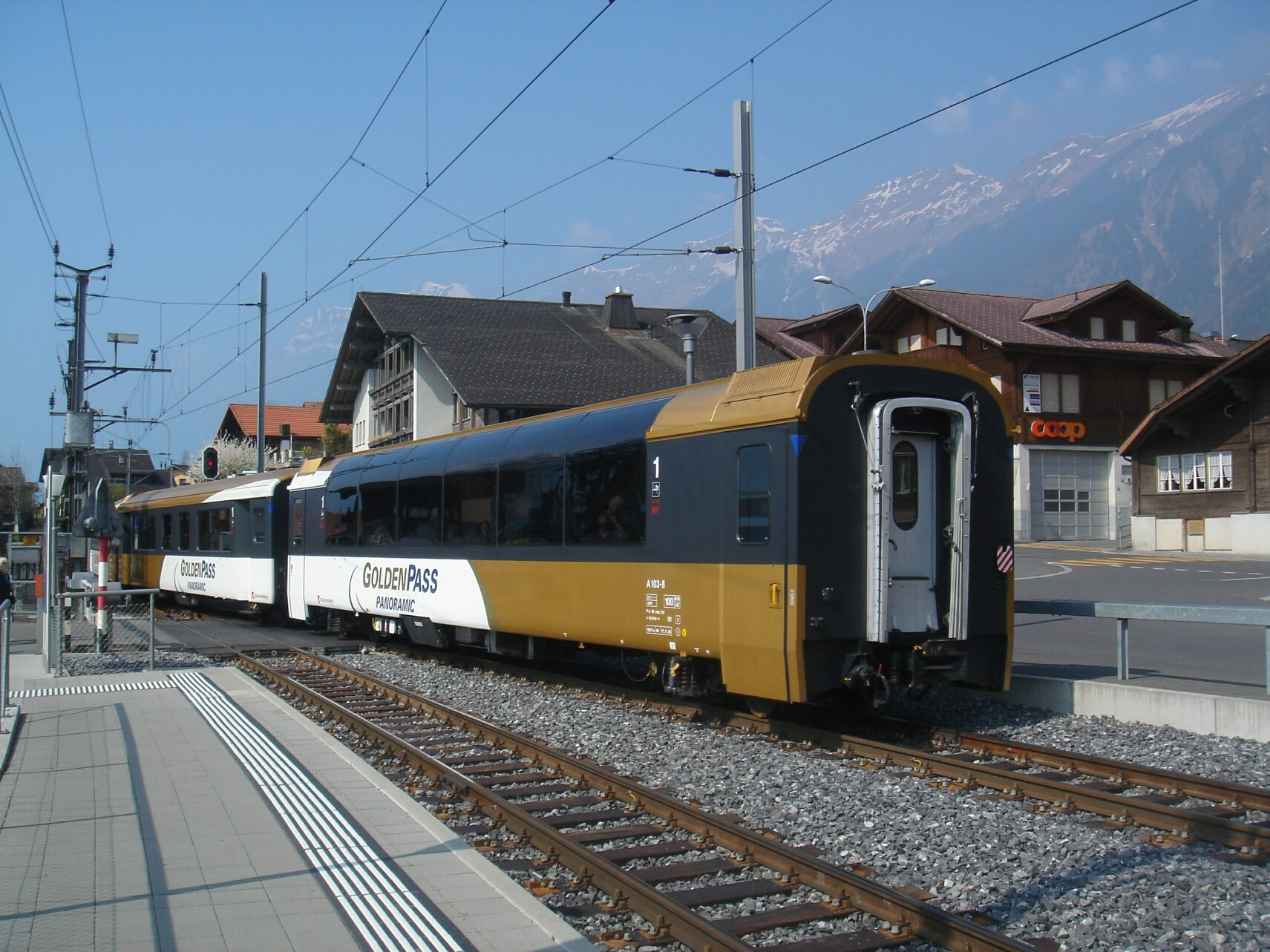
GoldenPass Express
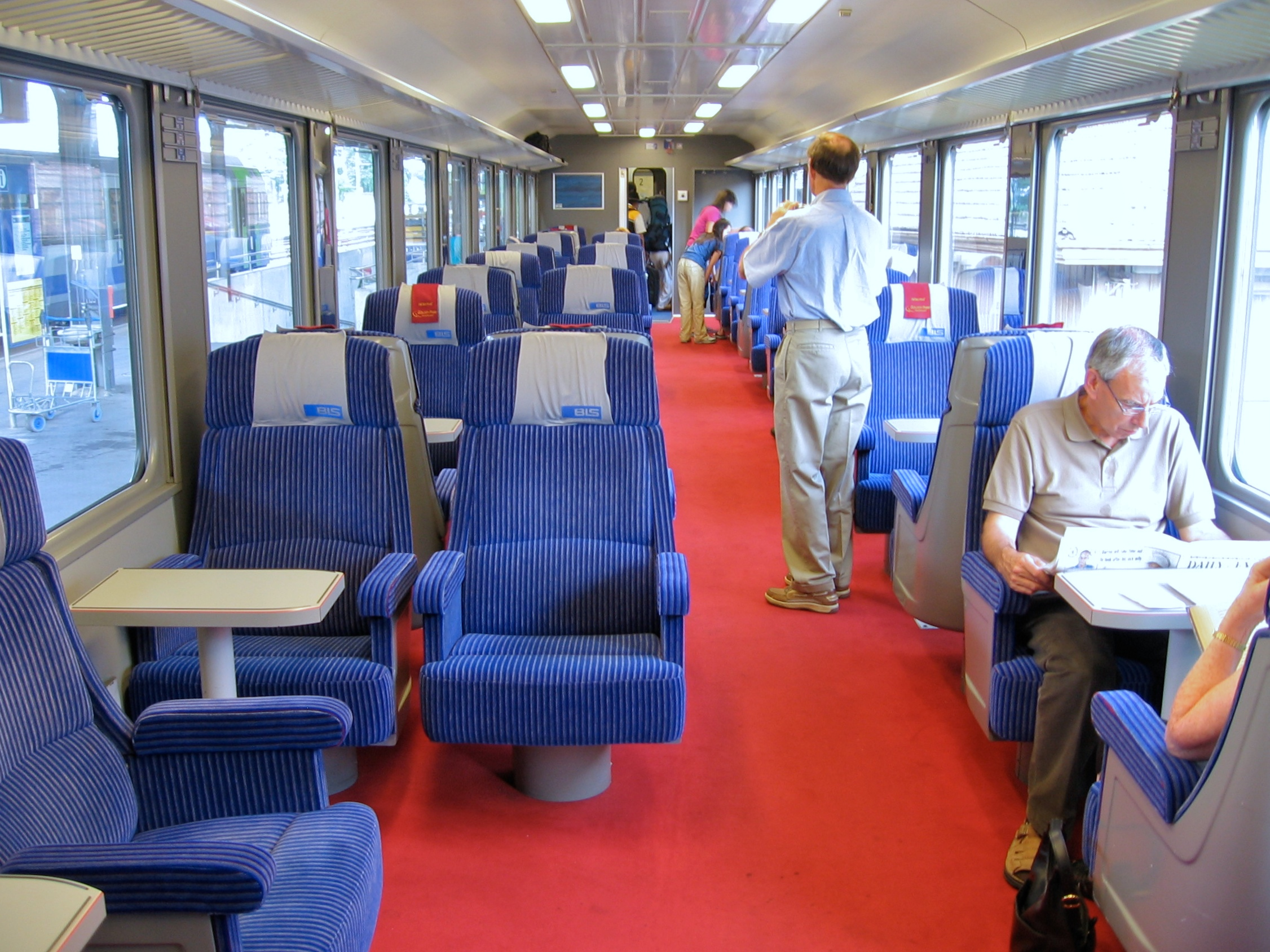
Interier GoldenPass Express, 1. tř.